# Andrea Mayr
Andrea Mayr (Wels, 15 de octubre de 1979) es una deportista austríaca que compitió en atletismo y duatlón.
Ganó nueve medallas en el Campeonato Mundial de Carrera de Montaña entre los años 2004 y 2017, y ocho medallas en el Campeonato Europeo de Carrera de Montaña entre los años 2004 y 2019. Además, obtuvo una medalla en el Campeonato Europeo de Duatlón de 2014.